# Parmehutu
El Partido del Movimiento de Emancipación Hutu (en francés: Parti du Mouvement de l'Emancipation Hutu, Parmehutu), también conocido como Movimiento Democrático Republicano - Parmehutu (en francés: Mouvement Démocratique Republicain - Parmehutu, MDR - Parmehutu), fue un partido político de Ruanda. El movimiento hacía hincapié en el derecho de la etnia mayoritaria a gobernar y afirmaba la supremacía de los hutus sobre los tutsis. Fue el partido más importante de la "Revolución Hutu" de 1959 - 1961, que llevó a Ruanda a convertirse en una república independiente y a que los hutus sustituyeran a los tutsis como grupo gobernante.

## Historia
El partido fue fundado por Grégoire Kayibanda en junio de 1957 como Movimiento Social Hutu, un partido de nacionalistas hutus que luchaba por la emancipación de la mayoría oprimida hutu. Cambió de nombre el 25 de septiembre de 1959, y dominó las elecciones locales de 1960, obteniendo 2.390 de los 3.125 escaños elegidos en los consejos comunales y 160 de los 229 burgomaestres.
En 1961 se celebraron elecciones parlamentarias junto con un referéndum sobre la monarquía tutsi de Mwami Kigeri V. El partido obtuvo 35 de los 44 escaños de la Asamblea Legislativa, mientras que el referéndum supuso el fin de la monarquía. Kayibanda nombró un gobierno de hutus, y se convirtió en presidente tras la independencia en julio de 1962. En 1965, era el único partido legal del país, y en las elecciones de ese año, Kayibanda se presentó sin oposición a la presidencia y el partido ganó los 47 escaños de la Asamblea Nacional.
Bajo el gobierno de Parmehutu, los tutsis fueron gravemente discriminados, perseguidos y repetidamente masacrados, lo que hizo que cientos de miles de tutsis huyeran del país. Las masacres cometidas contra los tutsis en 1963 fueron descritas por Bertrand Russell como las peores desde el Holocausto; en 1967 fueron asesinados otros 20.000 tutsis.
En el golpe de julio de 1973, Kayibanda fue derrocado por su primo, el general de división Juvénal Habyarimana, quien, al igual que otros líderes del norte de Ruanda (abakonde), se sentía marginado por el régimen de Parmehutu, dominado por los hutus del sur. El partido fue suspendido e ilegalizado oficialmente dos años después, cuando Ruanda se convirtió en un estado unipartidista bajo el nuevo Movimiento Nacional Revolucionario para el Desarrollo (MRND) de Habyarimana, dominado por los hutus del norte y noroeste del país.

## Participación Electoral

### Elecciones Presidenciales
| Elección | Candidato          | Votos     | %    | Resultado |
| -------- | ------------------ | --------- | ---- | --------- |
| 1965     | Grégoire Kayibanda | 1,236,654 | 100% | Electo    |
| 1969     | Grégoire Kayibanda | 1,426,159 | 100% | Electo    |

### Elecciones Legislativas
| Elección | Líder              | Votos     | %     | Escaños | +/–         | Posición |
| -------- | ------------------ | --------- | ----- | ------- | ----------- | -------- |
| 1961     | Grégoire Kayibanda | 974,329   | 77.6% | 35/44   | 35          | 1°       |
| 1965     | Grégoire Kayibanda | 1,231,788 | 100%  | 47/47   | 12          | 1°       |
| 1969     | Grégoire Kayibanda | 1,426,701 | 100%  | 47/47   | Sin cambios | 1°       |